# 마데이라집박쥐
마데이라집박쥐(Pipistrellus maderensis)는 애기박쥐과에 속하는 박쥐의 일종이다. 아소르스 제도와 마데이라 제도, 카나리아 제도의 토착종이다.

## 특징
작은 박쥐로 몸통 길이는 39~47mm, 전완장은 30~35mm, 꼬리 길이는 30~36mm이다. 몸무게는 최대 9g이다. 등 쪽 털은 짙은 갈색이고 배 쪽은 거무스레하다. 주둥이는 넓고 양 쪽에 2개의 분비선 주머니가 있다.

## 생태
피닉스야자나무 잎과 건물, 폐가, 용암 동굴, 해안가 작은 동굴 등에서 은신한다. 수컷은 독거 생활을 하는 반면에 암컷은 무리를 지어 생활한다. 먹이는 곤충 특히 산림 속 길을 따라 포획하는 나비와 파리 등이다.

## 분포 및 서식지
카나리아 제도와 마데이라 제도의 라스팔마스, 라고메라섬, 엘이에로섬, 테네리페섬에서만 알려져 있다. 아소르스 제도의 산마리아섬과 플로르스섬, 코르부섬, 그라시오자섬, 상조르즈섬에서 관찰되는 종도 마데이라집박쥐로 추정된다. 분포 지역 내의 해발 최대 2,150m 이하 다양한 수생 및 숲 서식지에서 서식한다.